# Église Santa Maria del Rosario in Prati
L'église Santa Maria del Rosario in Prati (en français : église Sainte-Marie-du-Rosaire-à-Prati) est une église romaine située dans le quartier Prati sur la via degli Scipioni.

## Historique
Cette église du XXe siècle fut construite dans un style néogothique par l'architecte Giuseppe Ribaldi. Complétée en 1916, elle est allouée aux pères dominicains.

## Architecture et décorations
La façade de l'église est à portail triple avec une rosace et une mosaïque au-dessus de l'entrée principale. L'intérieur est constitué d'une nef centrale et de deux  collatéraux  séparés par cinq pilastres. Les murs sont décorés de fresques de Giovanni Battista Conti. L'abside possède un maître-autel représentant la Vierge au rosaire.

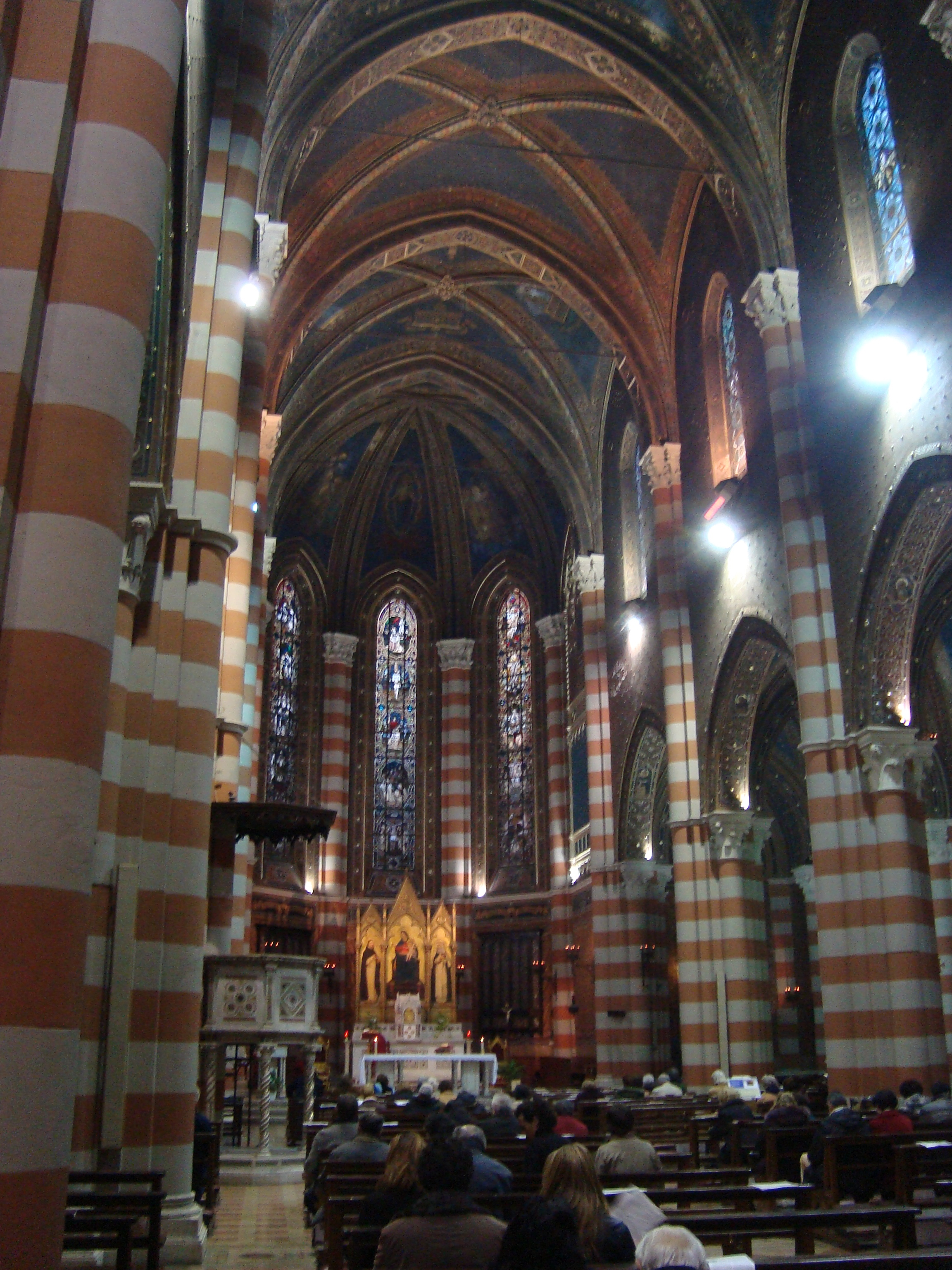
Vue intérieure
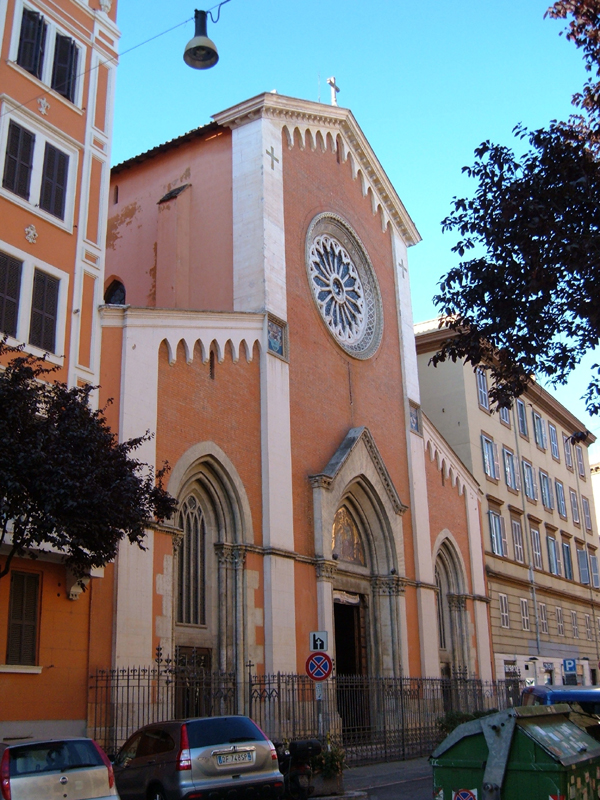
Extérieur

## Sources
- (it) Cet article est partiellement ou en totalité issu de l’article de Wikipédia en italien intitulé « Chiesa di San Giovanni Battista de Rossi » (voir la liste des auteurs).